# L'altra metà (Francesco Renga)
L'altra metà è l'ottavo album in studio del cantautore italiano Francesco Renga, pubblicato il 19 aprile 2019 dalla Sony Music.

## Descrizione
Formato da 12 tracce, l'album rappresenta la terza collaborazione del cantante con il produttore Michele Canova Iorfida. Alla realizzazione dei brani hanno partecipato diversi autori, soprattutto di giovane età, che hanno aiutato il cantautore a proseguire la propria innovazione stilistica cominciata nel 2014 con Tempo reale.
Il 25 ottobre è stata pubblicata una seconda edizione digitale dell'album con l'aggiunta dell'inedito Normale, realizzato con la partecipazione di Ermal Meta.

## Tracce
1. Aspetto che torni – 3:09 (Bungaro, Francesco Renga, Cesare Chiodo, Rakele, Giacomo Runco)
2. L'unica risposta – 3:29 (Lorenzo Urciullo, Antonio Di Martino, Luca Serpenti)
3. Bacon – 2:43 (Francesco Renga, Fortunato Zampaglione)
4. Finire anche noi – 3:25 (Francesco Renga, Paolo Antonacci, Davide Simonetta)
5. L'odore del caffè – 3:52 (Niccolò Moriconi, Francesco Renga)
6. Meglio di notte – 2:58 (Leo Pari, Patrizio Simonini, Francesco Renga)
7. Dentro ogni sbaglio commesso – 2:48 (Fortunato Zampaglione, Francesco Renga)
8. Improvvisamente – 3:22 (Simone Cremonini, Daniele Conti, Federico Fabiano, Francesco Renga)
9. Sbaglio perfetto – 2:39 (Daniele Lazzarin, Michele Canova Iorfida, Matteo Grandi, Patrizio Simonini, Francesco Renga)
10. Prima o poi – 3:32 (Flavio Pardini, Luca Serpenti, Francesco Renga)
11. L'amore del mostro – 3:45 (Lorenzo Urciullo, Antonio Di Martino, Luca Serpenti, Francesco Renga)
12. Oltre – 3:17 (Francesco Renga, Paolo Antonacci, Edwyn Roberts, Michele Zocca)

## Classifiche
| Classifica (2019) | Posizione massima |
| ----------------- | ----------------- |
| Italia            | 2                 |
| Svizzera          | 56                |